# 保濟丸

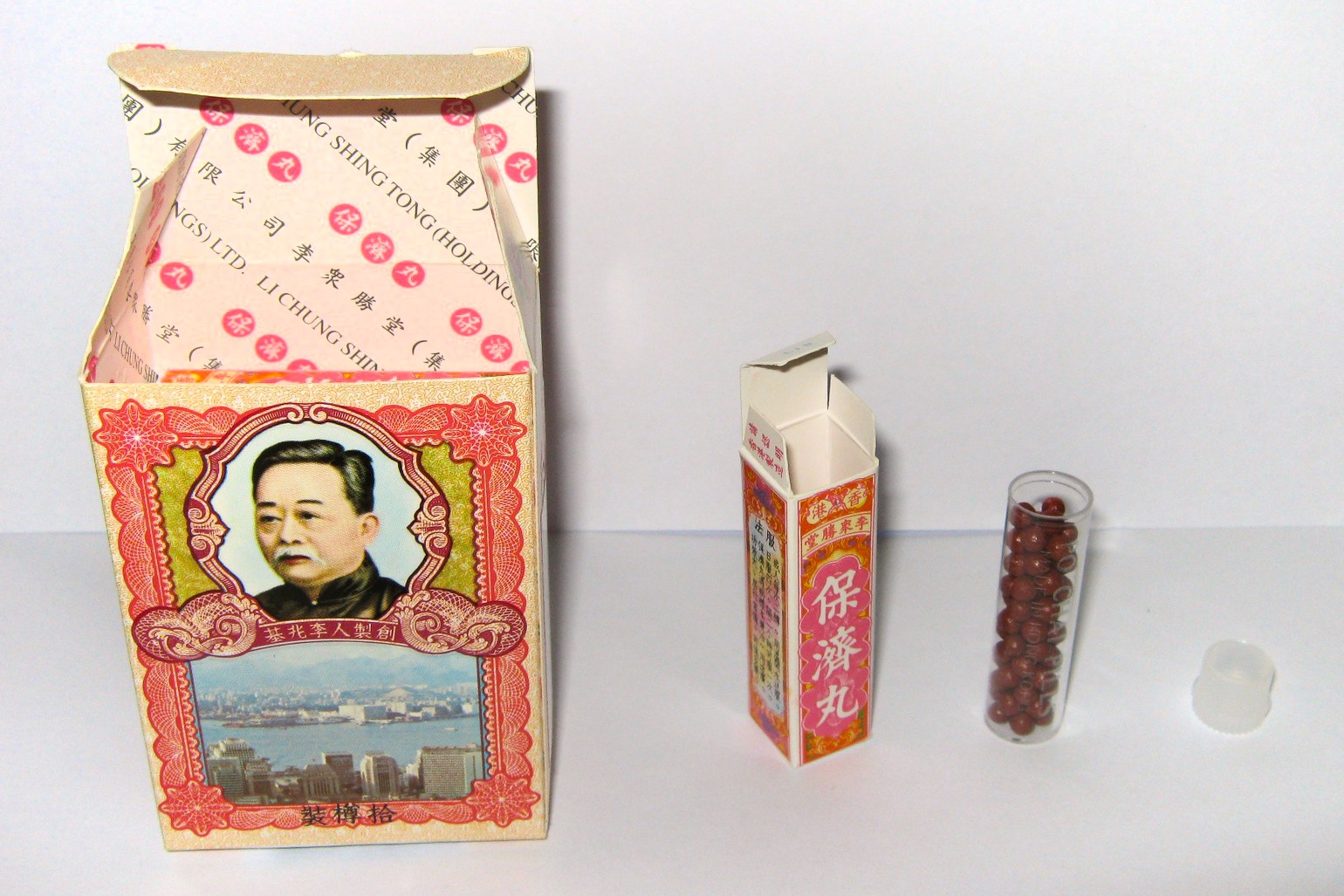
李眾勝堂保濟丸拾樽裝

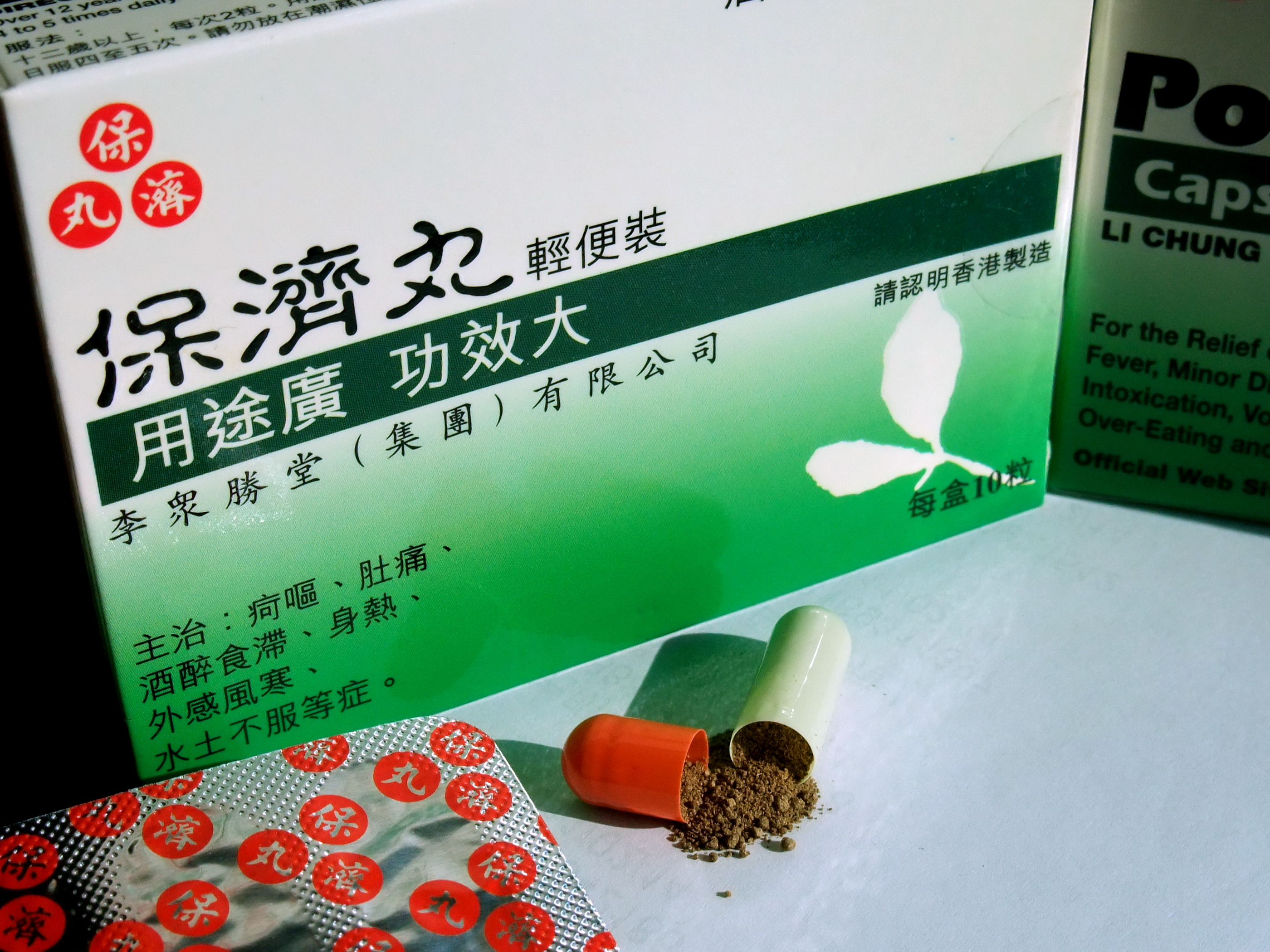
李眾勝堂保濟丸輕便裝

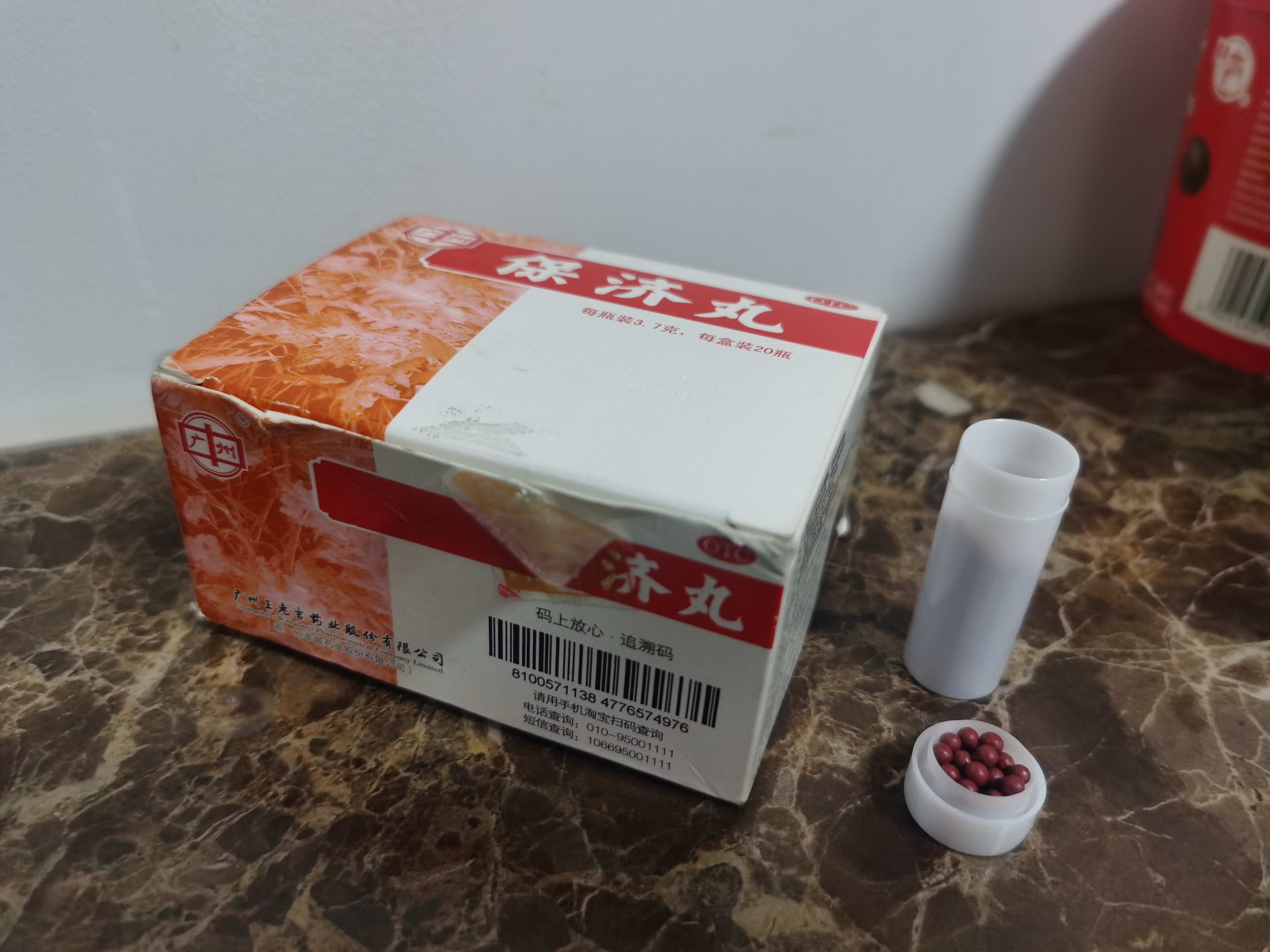
由广州王老吉药业生产的保济丸

保濟丸，是香港李眾勝堂（集團）有限公司始創的中成药，呈深褐色小丸状，直径约为0.3公分。保濟丸屬老字號中成藥，香港藥房普遍有售，其主要出口市场包括东南亚、韩国、日本和台湾等地，現時在内地销售的名稱是「普济丸」。保濟丸的廣告歌詞為「常備保濟丸，有病唔使怕」。
廣州和佛山目前也有企業生產保濟丸，分別是广州王老吉药业股份有限公司和佛山冯了性药业有限公司。

## 主要成份
钩藤、菊花、刺蒺藜、厚朴、木香、苍术、天花粉、广藿香、葛根、茯苓、薄荷、化橘红、白芷、薏苡仁、神曲茶、穀芽。

## 製作
過去的保濟丸每一小瓶是七十二粒，主要靠人手轆丸，落水、落粉，製成後會用特製木板鏟起，上面剛好有72個小洞。而每顆都大小都不一，稍有輕微不同。而故意製成這麼小粒是因為更容易吞服及溶解快，有助吸收。如今的生產過程現代化，靠機器生產，以前生產一盒保濟丸需要二十五日，現在只要三日。雖然如今一瓶大概是五十多粒，但重量仍維持1.89克。

## 主治
腹痛腹泻，恶心呕吐，肠胃不适，消化不良，晕车船，四时感冒，发热头痛。属于非处方药物。

## 重要事件
保濟丸輕便裝被發現含有可致癌的禁用西藥酚酞，及減肥藥西布曲明

## 足球隊
保濟丸曾經組織足球隊參加香港足球總會的賽事。並於1980-81和1988-89年度成為香港乙組足球聯賽冠軍。1988至1989年球季，花花獲得麗新集團贊助，易名為「麗新花花」參加甲組，即獲得總督盃和足總盃冠軍。翌季麗新集團借得升班至甲組的保濟丸的會籍，直接以「麗新」的名義參賽。首季即奪得總督盃冠軍，當屆苏格兰前鋒約翰．史賓沙的表現更令球迷津津樂道。但在1990至1991年度球季四大皆空後，麗新宣佈散班。

## 選美
1971年12月5日在中環皇后像廣場舉行的第二屆香港節小姐競選決賽，保濟丸派出的代表鄒寶珊奪得冠軍。

## 外部連結
- 李眾勝堂保濟丸 （页面存档备份，存于）
- 保濟丸 Bao Ji Wan （页面存档备份，存于） 中藥標本數據庫 (香港浸會大學中醫藥學院) （繁體中文）（英文）